# Cesi (famiglia)

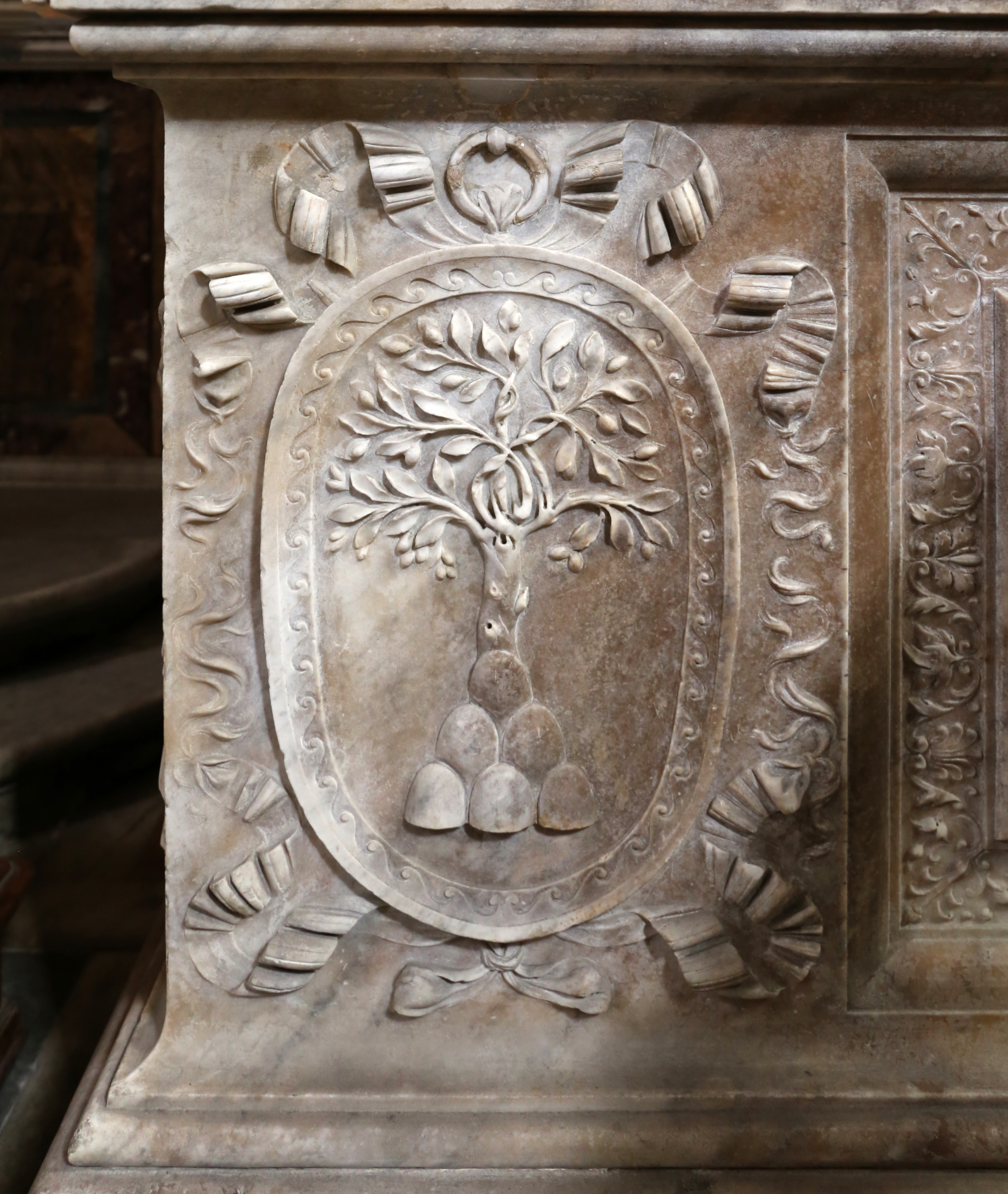
Stemma di Casa Cesi in un bassorilievo di Simone Mosca nella Cappella Cesi della chiesa di Santa Maria della Pace a Roma

La Casata dei Cesi fu un'importante famiglia patrizia umbro-sabino-romana, originaria dell'Umbria.

## Storia
Le origini della famiglia Cesi sono molto remote. I primi cenni all'esistenza di questa famiglia risalgono al medioevo, con l'arrivo in Italia di Papa Silvestro II, capostipite della famiglia detta 'Aequitani di Cesi' o 'Chitani di Cesi', poi semplicement 'Cesi', anche se una certa storiografia (quasi certamente adulterata) ne fa risalire le origini addirittura a tale Ceso o Ciso, figlio di Temeno, re di Micene e di Argo (1190-1100 a.C.).
Secondo la "Relation de Rome" dell'ambasciatore francese presso la corte di Urbano VIII, Amayden, la famiglia Cesi era collocata in Umbria (con sede principale il castello di Cesi) da dove si spostò a Roma nell'anno 1400. Pietro (1422-1477), figlio di Antonio Chitani di Cesi e di Angela Ternabili, divenne in seguito avvocato concistoriale molto famoso al punto da ottenere la carica di podestà di Perugia prima e poi quella di senatore a Roma. I tre figli nati da Pietro, Bartolomeo, Pierdonato e Angelo, originarono rispettivamente tre rami della famiglia.
L'ultimo dei figli di Pietro, Angelo o Agnolo, sposò Franaceschina Cardoli, discendente per parte di madre del celebre condottiero Gattamelata; egli stesso fu personaggio molto insigne della sua epoca, divenendo giureconsulto, professore dell'Arciginnassio romano, avvocato concistoriale e senatore come il padre sin quando non venne notato da papa Giulio II che lo nominò dapprima segretario apostolico e poi uditore della camera apostolica. Fu inoltre splendido mecenate commissionando a Michelangelo la realizzazione della cappella di famiglia nella chiesa di Santa Maria della Pace a Roma. Suo figlio, Massimiliano Ottavio, fu vescovo di Cervia, mentre altri due suoi figli, Federico e Paolo Emilio, furono entrambi cardinali.
Giangiacomo, figlio di Angelo, fu decemviro a Todi e fu nobile di Terni. Prese parte nel 1530 all'assedio di Firenze, distinguendosi anche come condottiero. Tramite la moglie, Isabella Liviani d'Alviano, la quale gli portò in eredità il feudo paterno, poté effettuare uno scambio con Pierluigi Farnese, ricevendone in cambio i feudi di Acquasparta e Portaria.
Il figlio di Giangiacomo, Angelo, seguì le orme paterne e fu anch'egli decemviro a Todi e nobile a Terni, intraprendendo come il genitore la carriera delle armi a favore dello Stato della Chiesa. Nel 1569, sotto il regno di Pio V, comandò un corpo di spedizione militare in Francia per portare aiuto a Carlo IX contro gli ugonotti. Si distinse nella presa di Poitiers dove poi morì nel 1570. Ebbe un palazzo a Roma che divenne poi sede della sua casata e fece erigere un grandioso mausoleo a suo zio, il cardinale Federico Cesi, nella chiesa di Santa Maria Maggiore.
Suoi figli furono Bartolomeo che divenne poi arcivescovo di Conza e vescovo di Tivoli, e Federico che per primo assunse il titolo di marchese di Monticelli. In favore di quest'ultimo, papa Sisto V eresse nel 1588 il feudo di Acquasparta a ducato, mentre papa Paolo V nel 1613 gli assegnò il principato sui marchesati di San Polo e Sant'Angelo. Questi sposò la Principessa Olimpia Orsini.
Federico (1585-1630), primogenito del precedente e II duca d'Acquasparta. Suo fratello Firmino, divenne vescovo di Rimini. Suo figlio, fondatore dell'Accademia dei Lincei, sarà noto col nome di Federico il Linceo e sarà uno dei massimi studiosi del XVII secolo. Sposo in prime nozze la Principessa Artemisia Colonna e in seconde nozze la Marchesa Isabella Salviati.
La famiglia crebbe e prosperò sino alla seconda metà del Seicento quando vendette gran parte delle proprie proprietà alla famiglia Borghese. A questo punto subentrò al ramo dei duchi di Acquasparta quello originatosi da Bartolomeo con Giacomo di Giuseppe che nel 1804 e poi col figlio di questi, Luigi nel 1821.
Il ramo di Pierdonato signoreggiò col titolo di marchese e duca in diversi feudi della zona della Sabina, estinguendosi nel 1657 con la morte di Francesco Maria Cesi, duca di Ceri e Selci, titoli che tornarono al ramo principale della casata.

## Principi di San Polo e Sant'Angelo (1613-1670), duchi d'Acquasparta e marchesi di Monticelli (1588)
- Federico I Cesi (1562-1630), I principe di San Polo e Sant'Angelo, I duca d'Acquasparta, I marchese di Monticelli
- Federico II Cesi (1585-1630), II principe di San Polo e Sant'Angelo, II duca d'Acquasparta, II marchese di Monticelli
- Giovanni Cesi (m. 1656), III principe di San Polo e Sant'Angelo, III duca d'Acquasparta, III marchese di Monticelli
- Federico III Cesi (m. 1666), IV principe di San Polo e Sant'Angelo, IV duca d'Acquasparta, IV marchese di Monticelli
- Giuseppe Angelo Cesi (m. 1705), V principe di San Polo e Sant'Angelo, V duca d'Acquasparta, V marchese di Monticelli

il feudo di San Polo e Sant'Angelo viene venduto col relativo titolo ai principi Borghese; si mantengono attivi gli altri titoli di duca e marchese
- Federico IV Pierdonato Cesi (m. 1762), VI duca d'Acquasparta, VI marchese di Monticelli
- Carlo Federico Cesi (m. 1774), VII duca d'Acquasparta, VII marchese di Monticelli
- Federico V Cesi (1766-1799), VIII duca d'Acquasparta, VIII marchese di Monticelli
- Giacomo Cesi (m. 1821), IX duca d'Acquasparta, IX marchese di Monticelli
- Luigi Cesi, X duca d'Acquasparta, X marchese di Monticelli
- Federico VI Cesi, XI duca d'Acquasparta, XI marchese di Monticelli
- Gerberto, XII duca d'Acquasparta, XII marchese di Monticelli
- Elvira, duchessa d'Acquasparta, sposò il marchese Gaspare Cittadini e diede origine alla casata dei Cittadini-Cesi

## Duchi di Selci (1596) e di Ceri (1612 c.)
- Paolo Emilio Cesi (m. 1611), II duca di Selci (titolo acquistato dagli Orsini)
- Andrea Cesi (m. 1626), I duca di Ceri, III duca di Selci
- Francesco Maria Cesi (m. 1657), II duca di Ceri, IV duca di Selci

alla sua morte, il titolo di duca di Selci passa al ramo della famiglia principale, mentre quello di duca di Ceri passa alla famiglia Borromeo

## Alleanze Matrimoniali[1][3][4][5][6][7][8][9][10]
Don Giangiacomo (+1455)

= Donna Isabella d'Alviano, figlia del Conte Bartolomeo d'Alviano e Pentesilea Baglioni dei Conti di Spello e di Bettona

Don Angelo (1542-1570) 

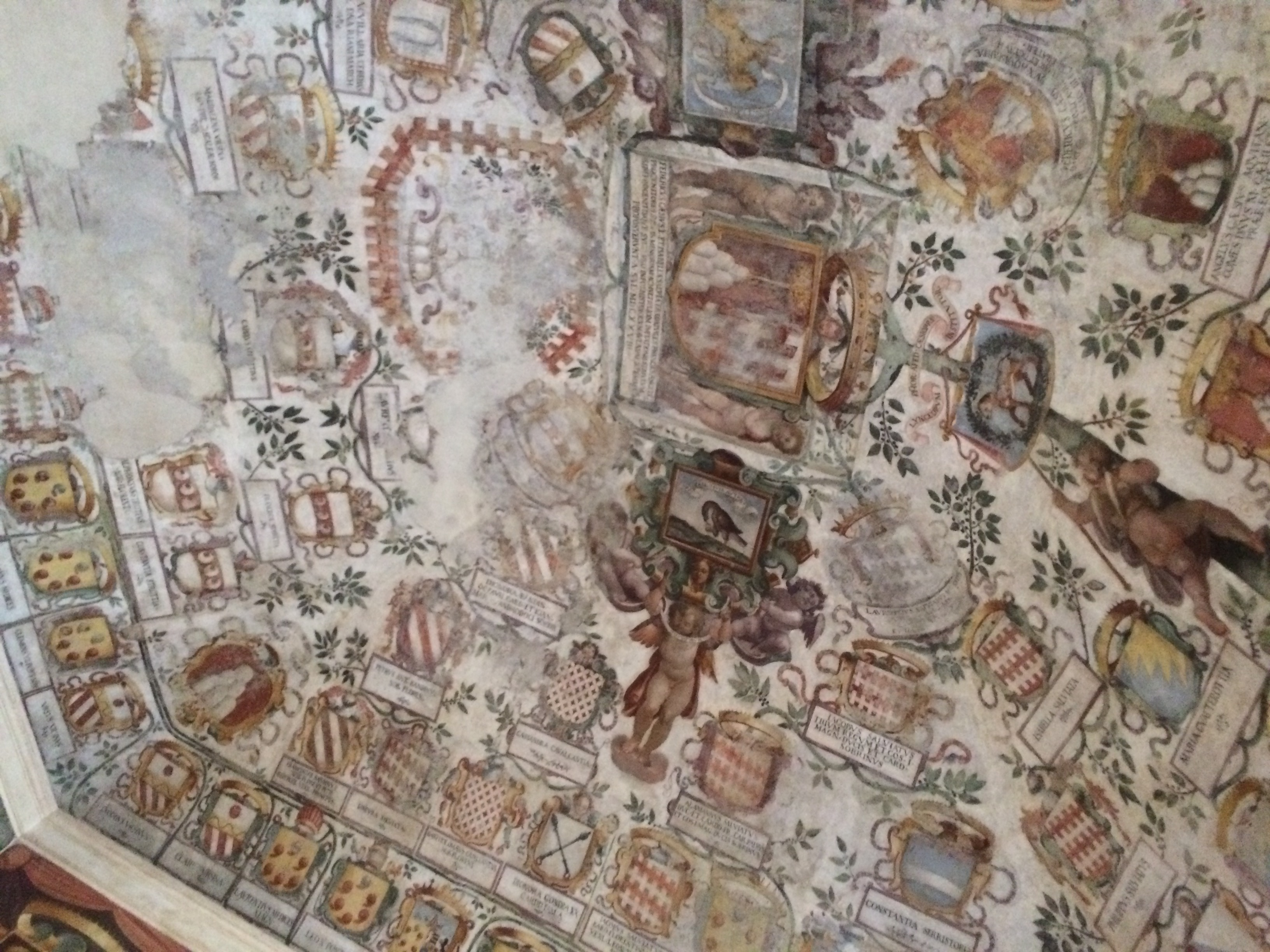
Alleanze Matrimoniali della famiglia Cesi

= Donna Beatrice Caetani, figlia di Don Bonifazio I 4º Duca di Sermoneta e di Caterina Pio di Savoia dei Conti di Carpi

Don Federico I (1562-1630) 
= Donna Olimpia Orsini, figlia di Giovanni 2º Marchese di Lamentana e di Porzia dei Conti dell'Anguillara

Don Federico II (1585-1630): 

= Donna Artemisia Colonna, figlia di Don Francesco Principe di Palestrina e di Donna Ersilia Sforza dei Conti di Santa Fiora

= Donna Isabella Salviati, figlia di Lorenzo Marchese di Giuliano e di Donna Maddalena Strozzi dei Principi di Forano

Donna Olimpia (1618)

= Ludovico Lante della Rovere Marchese di Massa Luense

= Paolo Sforza Marchese di Proceno

Donna Caterina (1637)

= Giulio Della Rovere dei Marchesi di San Lorenzo

Paolo Emilio (+1611)

= Porzia dell’Anguillara, figlia ed erede di Giampaolo dei Conti dell’Anguillara di Margherita Orsini dei Principi di Taranto

= Costanza degli Atti

Don Andrea (+1626)

= Donna Cornelia Orsini, figlia di Don Virginio Duca di San Gemini e di Donna Giovanna Caetani dei Duchi di Sermoneta, già vedova di Don Roberto Altemps Duca di Gallese.

Don Francesco Maria (+1657)

= Giulia Pico Principessa di Mirandola, figlia del Principe Alessandro Pico della Mirandola di Laura d’Este Principessa di Modena e Reggio

= Donna Anna Caterina Aldobrandini, figlia di Don Pietro Duca di Carpineto e di Donna Carlotta Savelli dei Principi di Albano

Donna Maria 

= Don Giovanni Angelo d'Altemps, Duca di Gallese

Don Giovanni (+1656)

= Giulia Veronica Ravignani Sforza Sforza Manzuoli, figlia di Francesco Maria Conte di Bagnolo, Todorano, Valdeponte, Corano, Ripoli, Confinente, Lagaro, Carpineta, Vado e Brigadello

Donna Isabella (1676-1753)

= Don Francesco Ruspoli, Principe di Cerveteri

Romolo (+1573)

= Timotea Orsini dei Duchi di San Gemini

= Venere D'Evoli dei Principi di Castroprignano

Donna Lucrezia (1577+)

= Giulio Landi principe di Val di Taro

Donna Isabella

= Duca Ludovico Lante Montefeltro Della Rovere, marchese di Massa Luense

Don Giuseppe Angelo (+1705)

= Donna Giacinta Conti, figlia di Don Carlo Duca di Poli e Guadagnolo e di Donna Isabella Muti dei Duchi di Rignano

Don Federico Pierdonato (+1762)

= Donna Silvia Maria Teresa Muti, figlia di Don Giacomo Duca di Rignano e di Virginia Caffarelli, già vedova di Don Taddeo Barberini Principi di Palestrina

Don Carlo Federico (+1774)

= Maria Vittoria Spada, figlia del Marchese Clemente di Caste Viscardo e di Maria dei Conti Rocci

Don Federico (+1771)

= Maria Anna Massimo, figlia del Marchese Emilio Massimo e di Maria dei Conti Bernardini Ferretti, che rimasta erede del titolo Cesi dei Duchi di Rignano lo lasciò in eredità ai nipoti Massimo

Don Federico (+1799)

= Matilde Malatesta, figlia di Felice Antonio Conte di Sogliano

Donna Nicolosa (1550+)

= Onofrio Santacroce, Duca di San Gemini

Pietro Donato detto Pierdonato (+1504)

= Lucrezia degli Atti

Paolo Emilio (+1611)

= Porzia dell’Anguillara, figlia ed erede di Giampaolo dei Conti dell’Anguillara di Margherita Orsini dei Principi di Taranto

= Costanza degli Atti

Donna Anna Maria (+1647)

= Don Michele Damasceni Peretti Principe di Venafro

Don Marcantonio

= Paola Savelli dei Principi di Albano, figlia di Tullio Savelli e di Violante Orsini

Don Federico (+ 1620)

= Olimpia Orsini, figlia di Giordano Orsini Duca di San Gemini

Francesco (+1646)

= Margherita Ravignani Sforza Manzuoli, figlia di Francesco Maria Conte di Bagnolo, Todorano, Valdeponte, Corano, Ripoli, Confiente, Lagaro, Carpineta, Vado e Brigadello e Patrizio di Bologna

Giovanni (+ 1531)

= Camilla Spada dei Marchesi di Gerbeuville